# Convenio de Bamako

ratified
signed only

El Convenio de Bamako, complementa en cierta medida el Convenio de Basilea. Una vez que el Convenio de Basilea entró en vigor, varios países menos adelantados (PMA o PMD) y ONG argumentaron que las acciones basadas en el convenio no eran lo suficientemente fuertes y exigieron la prohibición total del envío de todos los residuos peligrosos a los PMA.
La razón principal de esta exigencia fue el hecho de que muchos países desarrollados exportaban desechos peligrosos a África. Además, los comerciantes exportaban residuos peligrosos que pretendían ser un traslado de residuos para su reciclaje. Estos argumentos llevaron a la introducción de varias prohibiciones regionales de comercio de desechos peligrosos, entre las cuales se encuentra el Convenio de Bamako.
El Convenio de Bamako sobre la prohibición de la importación a África y la fiscalización del traslado transfronterizo y manejo de desechos peligrosos dentro de África fue firmado por doce países de la Organización de la Unidad Africana en Bamako, Malí, en enero de 1991 y entró en vigor en 1998.
Contrariamente al Convenio de Basilea, que establece excepciones a determinadas importaciones de residuos peligrosos, el Convenio de Bamako prohíbe la importación de residuos peligrosos (incluyendo por ejemplo, los desechos radiactivos) a las naciones signatarias. En 1995, países europeos clave y las ONG ambientales exigieron la inclusión de una enmienda sobre la prohibición del Convenio de Basilea. Sin embargo, varios países se opusieron firmemente a la enmienda. La enmienda prohíbe la exportación de residuos peligrosos desde una serie de países esarrollados a países en desarrollo, independientemente de su propósito, incluido el reciclaje. Se requiere la ratificación de tres cuartas partes de los signatarios para que la enmienda entre en vigor. A mediados de 2009, 65 países han ratificado la enmienda. Como La Unión Europea
integró plenamente la Enmienda de Prohibición del Convenio de Basilea dentro del Reglamento relativo a traslados de residuos (1013/2006), hizo que la enmienda fuera jurídicamente vinculante en todos los Estados miembros de la UE.